# BARTOC

Logo von BARTOC

BARTOC (Basic Register of Thesauri, Ontologies & Classifications) ist eine Datenbank von Wissensorganisationssystemen. Das Ziel von BARTOC ist die Dokumentation von Wissensorganisationssystemen (engl. Knowledge Organization Systems kurz KOS), wie Klassifikationen, Thesauri und Normdateien. Damit soll eine höhere Sichtbarkeit erreicht und ihre Funktionen hervorgehoben werden. Sie sollen außerdem durchsuchbar und vergleichbar sein sowie den Wissensaustausch fördern. Im Gegensatz zu anderen Normdaten-Verzeichnissen umfasst BARTOC alle Arten von KOS, unabhängig von Fachgebiet, Sprache, Publikationsformat und Zugangsmöglichkeit. Außerdem sammelt sie weitere Normdaten-Verzeichnisse.
BARTOC wurde im November 2013 von Andreas Ledl an der Universitätsbibliothek Basel geschaffen, um eine allgemeine Bibliographie zu erstellen und damit Informationskompetenz zu vermitteln. Im November 2020 wurde die technische Infrastruktur im Rahmen des Projekt coli-conc. an die Verbundzentrale des Gemeinsamen Bibliotheksverbund übergeben und die Drupal-basierte Webseite durch eine Neuimplementierung abgelöst.
Die Inhalte von BARTOC werden von einem internationalen Redaktions-Team aus zwölf Staaten betreut. BARTOC ist von der International Society for Knowledge Organization (ISKO) anerkannt. Bis zum November 2020 hatte BARTOC Informationen zu mehr als 5.000 Vokabularen und knapp 100 Terminologie-Verzeichnissen gesammelt. Eine vergleichende Studie von Terminologie-Typen und Terminologie-Verzeichnissen zeigte, dass BARTOC eine verhältnismäßig umfangreiche Menge von Metadaten enthält. Die Inhalte stehen als freier Inhalt unter der Public Domain Dedication and License (PDDL) zur Verfügung.